# San Jacinto Tlacotepec
San Jacinto Tlacotepec è un comune del Messico, situato nello stato di Oaxaca.